# Одиночный образ жизни

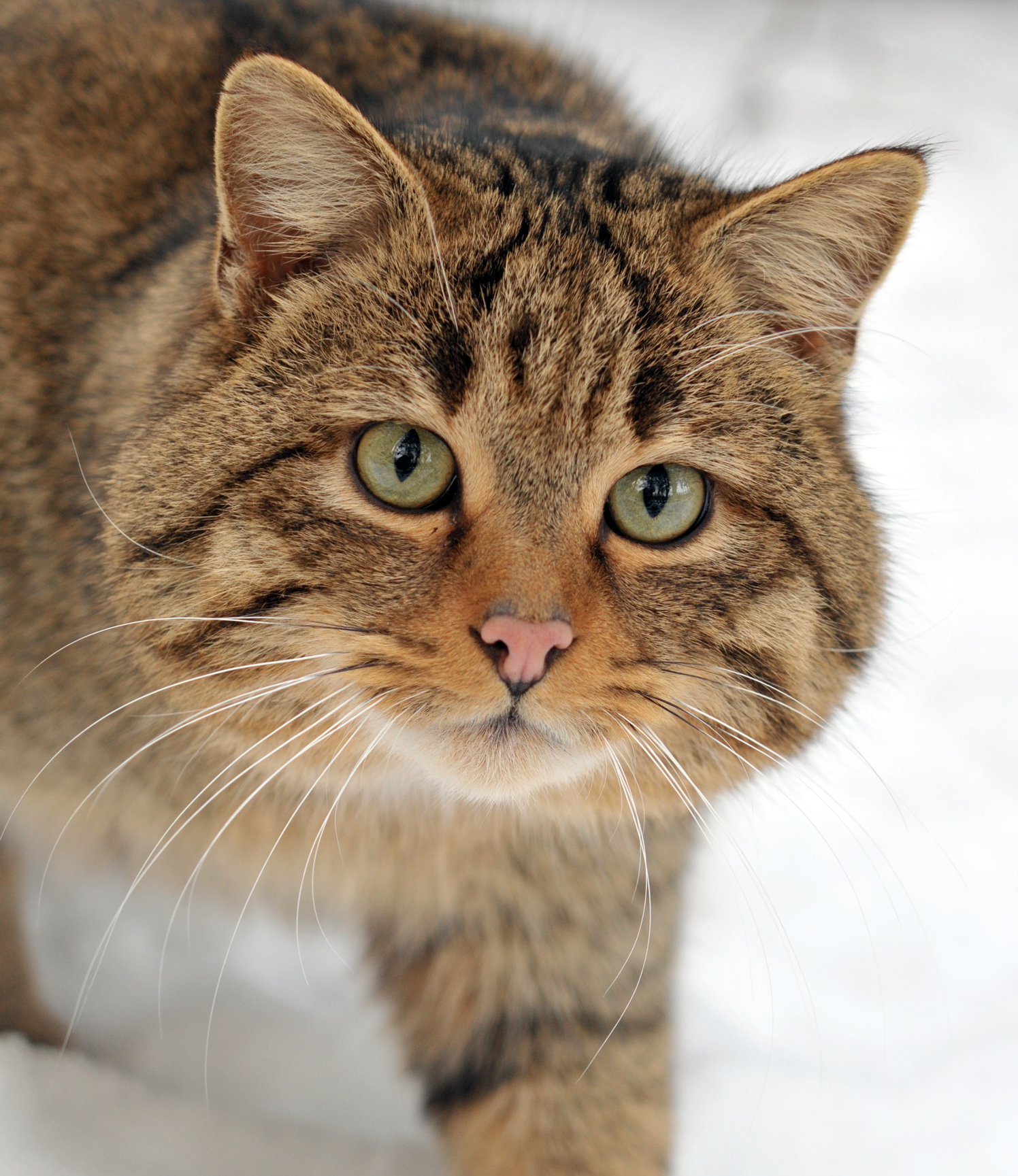
Почти все дикие кошки, как этот европейский лесной кот, строго одиночные животные

Одиночный образ жизни — тип постоянного или временного существования одиночных животных или семейных групп (самца, самки и молодняка, самки с молодняком или только молодняка) на участках территории, где в это время не живут другие особи того же вида (индивидуальных участках). Одиночный образ жизни характеризуется отсутствием постоянного контакта между взрослыми особями обитающей в данном регионе популяции, за исключением брачного периода (брачного сезона), наступающего, как правило, в определённый сезон года и длящегося значительно меньше, чем всё остальное время жизни животного в течение года. Одиночный образ жизни ведут животные разных видов из разных систематических групп, как позвоночные, так и беспозвоночные. Среди млекопитающих это, например, бурый медведь, соболь, рыжая полёвка, хомяки, почти все кошачьи (кроме льва), хорьки, ежи, все неполнозубые, хищные сумчатые, опоссумы и многие другие.
Животные могут защищать свои индивидуальные участки (территориальное поведение) от преднамеренного или случайного вторжения других особей своего вида по всему периметру границ участков или только в пределах их части (окрестности логова, норы и т. п.). При этом они, как правило, обозначают (метят) границы своего участка каким-либо способом, например, оставляя запаховые метки, разбрызгивая свою мочу или оставляя имеющие сильный запах секреты определённых желез на поверхности различных предметов (стволы деревьев, камни и т. д.). У многих видов животных индивидуальные участки отдельных особей могут широко перекрываться. Обычно индивидуальный участок самца перекрывается с участком одной или нескольких самок. При этом привязанность самцов и самок к определённому индивидуальному участку (территориальность) у многих видов (например, у грызунов и гепарда) различна.
Площадь индивидуального участка зависит от размеров животного (прямо пропорционально), типа питания (у хищников она больше, чем у растительноядных), типа внутрипопуляционной структуры, плотности популяции (обратно пропорционально), пола животного, кормности биотопа обитания (обратно пропорционально) и т. д. Например, площадь индивидуального участка самки рыжей полёвки не превышает нескольких сотен квадратных метров, в то время как у самца амурского тигра она может составлять до 800 квадратных километров. Кроме того, площадь индивидуальных участков и степень изолированности отдельных особей одного и того же вида изменяются в зависимости от кормности биотопа обитания, наличия укрытий, сезона года, климатических условий местности и т. п.